# توموكو موراماتسو
توموكو موراماتسو (村松 智子) (23 أكتوبر 1994 في سيتاغايا في اليابان – )؛ هي لاعبة كرة قدم كانت تلعب كمدافع. ولعبت مع منتخب اليابان لكرة القدم للسيدات.

## وصلات خارجية
- توموكو موراماتسو على موقع الاتحاد الدولي (مؤرشف)  (الإنجليزية)
- توموكو موراماتسو على موقع قاعدة بيانات كرة القدم.إي يو (الإنجليزية)
- توموكو موراماتسو على موقع Soccerway.com (الإنجليزية)
- توموكو موراماتسو على موقع عالم كرة القدم.نت (الإنجليزية)